# Frithjof Haas
Frithjof Haas (* 7. Juli 1922; † 25. Oktober 2013) war ein deutscher Kapellmeister und Musikwissenschaftler.

## Leben
Seine Ausbildung absolvierte Haas an der Kölner Musikhochschule unter anderem als Schüler von Walter Braunfels und Günter Wand. 1948 bis 1987 war er als Kapellmeister und Studienleiter am Badischen Staatstheater in Karlsruhe tätig. In dieser Zeit dirigierte er 48 Premieren, darunter auch moderne Werke, für die er sich in besonderem Maß einsetzte. Haas schrieb das Libretto für die Kammeroper Faust und Yorick von Wolfgang Rihm und leitete 1977 deren Uraufführung; 1979 inszenierte er im Rahmen der damaligen Händel-Tage die Oper Deidamia; noch 2006 leitete und moderierte er die Oper Fürst und Sänger von Felix Mottl.
Im Karlsruher Schloss etablierte er mit den „Konzerten Zeitgenössischer Musik“ eine Konzertreihe, die heute im Studio des Badischen Staatstheaters als „Nachtklänge“ fortgeführt wird. Daneben lehrte er an der Karlsruher Hochschule für Musik und verfasste mehrere musikwissenschaftliche Arbeiten. Für seine Verdienste wurde Frithjof Haas mit dem Professorentitel, der Ehrendoktorwürde und dem Bundesverdienstkreuz am Bande geehrt. Er war mit der Sopranistin und Kammersängerin Eva Bober verheiratet.

## Werke
- Die Erstfassung des langsamen Satzes der ersten Sinfonie von Johannes Brahms. In: Die Musikforschung. Bd. 36 (1983), S. 200–211. ISSN 0027-4801
- Zwischen Brahms und Wagner. Der Dirigent Hermann Levi. Zürich [u. a.]: Atlantis Musikbuch-Verl., 1995. ISBN 3-254-00194-X
- Hans von Bülow: Leben und Wirken. Wegbereiter für Wagner, Liszt und Brahms. Wilhelmshaven: Noetzel, 2002. ISBN 3-7959-0807-8
- Der Magier am Dirigentenpult: Felix Mottl. Karlsruhe: Info-Verl., 2006. ISBN 3-88190-424-7
- Menschen um Richard Wagner – Vorträge und Aufsätze. Lindemanns Bibliothek im Info Verlag, Karlsruhe 2012, ISBN 978-3-88190-671-5